# Diecéze Abengourou
Diecéze Abengourou je diecéze římskokatolické církve, nacházející se v Pobřeží slonoviny.

## Území
Diecéze zahrnuje region Moyen-Comoé.
Biskupským sídlem je město Abengourou, kde se nachází hlavní chrám diecéze Katedrála svaté Terezie od Dítěte Ježíše.
Rozděluje se do 37 farností. K roku 2012 měla 480 412 věřících, 63 diecézních kněží, 3 řeholníky a 35 řeholnic.

## Historie
Diecéze byla založena 13. září 1963 bulou Sacrum Consilium papeže Pavla VI., z částí území arcidiecéze Abidžan, diecéze Bouaké a diecéze Katiola. Původně byla sufragánnou arcidiecéze Abidžan.
Dne 3. července 1987 byla z části jejího území vytvořena diecéze Bondoukou.
Dne 19. prosince 1994 vstoupila do církevní provincie arcidiecéze Bouaké.

## Seznam biskupů
- Eugène Abissa Kwaku (1963 - 1978)
- Laurent Yapi (1979 - 1980)
- Bruno Kouamé (1981 - 2003)
- Jean-Jacques Koffi Oi Koffi (2003 - 2009)
- Gbaya Boniface Ziri, S.J. (od 2009)